# Palladion
Palladion (stgr. παλλάδιον palládion, łac. palladium) – w mitologii greckiej i rzymskiej magiczny posążek Ateny o przydomku Pallas.
Według mitu palladion miał być przez Zeusa zrzucony z Olimpu Dardanosowi lub jego potomkowi Ilosowi – założycielowi Troi. Ponieważ według wierzeń Troi nie można było zdobyć, dopóki palladion będzie się znajdował w tamtejszej świątyni Ateny, Diomedes z Odyseuszem (w innej wersji Demofont) nocą wykradli święty posążek.
Według odmiennej wersji mitu Grecy zdobyli jedynie kopię posążka, a oryginał uniósł ze sobą Eneasz podczas ucieczki z Troi.
Późniejsze legendarne palladiony greckie (m.in. w Argos, Sparcie, Pellene, Atenach, na Samotrace) oraz rzymskie (w Lawinium, Rzymie) miały tradycyjnie pochodzenie trojańskie. W rzeczywistości były to najstarsze (poza ksoanonami) wizerunki sakralne, obecnie znane jedynie z przedstawień malarstwa wazowego. Wyciosane z drewna, miały prymitywną formę i odziane w szaty i zbroję, otaczane były niezwykłą czcią. Być może inspirowały wyobrażenie Ateny Promachos i tkwiły w genezie tropajonu.  